# Guteborn
Guteborn là một đô thị thuộc huyện Oberspreewald-Lausitz, bang Brandenburg, Đức.